# Анхтифи
Анхтифи (егип. ʿNḫ't(y)-fy) — номарх («Великий предводитель») II и III септов (номов) Верхнего Египта в конце XXII — 1-й половине XXI веков до н. э., современник царей Неферкара VII и Иниотефа II Уаханха, сторонник Гераклеопольской династии. «Князь и Наместник, носитель царской печати, друг единственный, херихеб, военачальник, предводитель разведчиков, предводитель внешних областей, Великий предводитель номов Эдфу и Нехена». Фактический повелитель всего Верхнего Египта.

## Политическая биография
При номархе III септа (нома) Верхнего Египта Хетепи (или Хетепе) Анхтифи был назначен начальником пограничного гарнизона, базировавшегося в городе Хефат (ныне деревня эль-Миалла на юге Египта). В конце правления престарелого Хетепи Анхтифи достигает должности «начальника войска всего III нома», сосредоточив в своих руках всю военно-полицейскую власть септа и получив наравне с Хетепи титул «великого предводителя III нома». 
В период катастрофически низких разливов Нила Анхтифи использовал всеобщее недовольство населения III нома (Нехена), вызванное неурожаем, голодом и управленческими промахами Хетепи, и попытался устранить своего престарелого соправителя, чтобы стать единоличным номархом Нехена. Положение усугубилось пожаром, в ходе которого сгорел хлебный ток с 220 снопами. Поскольку Хетепи был последовательным сторонником Фиванской монархии, Анхтифи выступил поборником укрепления власти гераклеопольского царя Неферкара VII. 
Конфликт между двумя номархами Нехена был передан на разрешение формально стоящему над ними «Начальнику Верхнего Египта», базировавшемуся в Абидосе в VIII номе. Прибывший в сопровождении фиванских отрядов Хетепи быстро добился в Абидосе решения в свою пользу. Однако Анхтифи вскоре прибыл в Абидос во главе своих более внушительных войск и принудил «начальника Верхнего Египта» послать в Нехен следственную комиссию («кенбет»), которая и отправила престарелого Хетепи в отставку, лишив всех должностей, титулов и доходов, которые перешли к Анхтифи. После этом Анхтифи сменил должность «херихеба» на титул «начальника жрецов». Вскоре Анхтифи достиг положения фактического правителя Верхнего Египта, умело используя в своих интересах противостояние Гераклеопольских и Фиванских царей. 
«Если я берусь за рулевое весло — писал Анхтифи об этих событиях на стенах своей гробницы — я застаю быков запертыми и затворы затворенными. Если поднимаю войско в поход в VIII ном (Та-ур) против несознательного, я застаю его глазеющим со стен; и даже если растекается святотатство, он, ничтожество, лишь говорит «Вот горе-то!». Я — муж, которому нет равных... Я добился, чтобы кенбет начальника Верхнего Египта, который в VIII номе, прибыл для расследования положения дел при государе-князе, начальнике жрецов, великом предводителе III нома Хетепе». 
Административным центром, из которого Анхтифи управлял номом Нехен, был пограничный город Хефат. Анхтифи контролировал поставки верхнеегипетского ячменя из Нехена на юг, в союзные ему I и II номы Верхнего Египта, и на север Египта. Поставки ячменя осуществлялись им в обход IV и V номов, подвластные царям Фив. Кроме того, Анхтифи поставлял зерно в VI ном, выполняя повинности перед начальником Верхнего Египта. Это положение вскоре позволило Анхтифи непосредственно подчинить своей власти II ном (Учес-Хор), соединив в своих руках должности номарха двух верхнеегипетских номов. Сам Анхтифи оправдывал этот шаг управленческими промахами предыдущей администрации Учес-Хора, приведшими ном в бедственное положение: «Нашёл я область Хуу затопленной, пренебрегаемой тем, кто за неё был ответственным, в состоянии гражданской смуты и под руководством негодяя». Анхтифи восстановил во II номе эффективное управление и установил порядок. Следующим шагом Анхтифи было подчинение своей власти I верхнеегипетского нома (Та-сети) и создание консолидированного союза трёх самых южных номов Верхнего Египта.
Фиванская монархия примерно в это же время подчинила своей власти Гебту, столицу V нома Верхнего Египта, и взирала дальше на юг со смесью страха и ненависти — именно Анхтифи стал тем препятствием, на которое натолкнулась фиванская экспансия на юг Египта. Открытое столкновение было неизбежно и не заставило себя долго ждать. Вскоре фиванско-гебтские войска выступили против Анхтифи и захватили его пограничные крепости к северу от Иуни с понятным намерением использовать их в качестве базы для будущего похода на Нехен. В ответ на это Анхтифи предпринял контрнаступление, в ходе которого вернул свои крепости и продвинулся далее на неприятельскую территорию. Фиванцы решили сохранить силы для следующего наступления и отступили. Анхтифи принял их действия за трусость, однако не стал продолжать наступление и вернулся в свои владения.
Анхтифи подробно рассказывает в своей надписи о своих административных талантах: «Я авангард и арьергард мужчин... предводитель страны своим действием, сильный речью, уравновешенный мыслями, в день объединения трёх номов». Его управленческие способности успешно прошли испытание на выносливость во время разразившегося в Верхнем Египте голода. Анхтифи предпринял оперативные меры по распределению продовольствия среди жителей Нехена из созданных ранее резервов. Убедившись, что Нехене полностью обеспечен продовольствием, Анхтифи наладил поставки продуктов в Элефантину и другие важные города, в том числе в Нубт и Тентиру, подконтрольные Фивам. Благодаря действиям Анхтифи удалось избежать существенного вымирания населения на юге Верхнего Египта.
В своей посмертной надписи Анхтифи перечисляет свои заслуги перед народом своих номов: «Я дал хлеб голодным и одежду нагим; я помазал елеем тех, кто его не имел; я дал сандалии босым; я дал жену тому, кто не имел жены. Я заботился о городах Хефат и Хор-Мер каждый раз, когда небо заволакивало, а земля пересыхала и когда все умирали от голода на этой отмели Апофиса... Мой ячмень шёл вверх, пока не достиг Нижней Нубии, и вниз по течению, пока не достиг Абидосского нома. Все в Верхнем Египте умирали от голода и люди поедали своих детей, но я никому не позволил умереть от голода в моём номе...».
Последним значимым свершением номарха Анхтифи стало сооружение его гробницы недалеко от его столицы, города Хефат. Гробница была вытесана в отдельно стоящем холме, очертанием очень напоминающем правильную пирамиду. Поскольку захоронение в пирамидах было исключительной привилегией царей, номарх Анхтифи уже после своей смерти как бы заявил притязании на статус монарха.

## Титулатура
Анхтифи обладал обычной для провинциального правителя (номарха) Древнего Египта комбинацией гражданских, религиозных и военных титулов. В надписи на стене своей гробницы Анхтифи именует себя «Князь и Наместник, носитель царской печати, друг единственный, херихеб, военачальник, предводитель разведчиков, предводитель внешних областей, Великий предводитель номов Эдфу и Нехена».
В другом месте своей надписи Анхтифи именуется «Превосходный, начальник жрецов, начальник пустынных областей, начальник наёмников, Великий предводитель номов Эдфу и Нехена». Безграничное самомнение Анхтифи наглядно проиллюстрировано в следующей части надписи на стене его гробницы: «Я — начало всех людей и я — их конец, поскольку не существовало никого, подобного мне, и не будет такого, как я; никто, подобный мне, не был рождён, и не родится. Я превзошёл подвиги предков и будущие поколения не смогут сравняться со мной ни в одном из моих подвигов в течение миллиона лет».

## Происхождение и семья
Анхтифи видимо происходил из военной аристократии Хефата (Пер-Хефа), пограничного города на самом юге Египта. О его родителях ничего не известно. Анхтифи был женат на женщине по имени Неби, от которой имел четырёх сыновей, старшего из которых звали Идеи. 
Судьба сыновей Анхтифи не известна, пока не найдено никаких свидетельств о том, что кто-то из его потомков являлся правителем каких-либо областей на юге Египта после его смерти.

## Гробница
Автобиографический текст Анхтифи, находящийся на колоннах его усыпальницы, является важным информативным источником о политической ситуации региона южнее Фив в Первый переходный период. 
Гробница номарха Анхтифи возле древнеегипетского города Хефата была случайно обнаружена рабочими каменоломен у деревни эль-Миалла в 25 км южнее Луксора в 1928 году. Усыпальница номарха находится в отдельно стоящем кургане естественного происхождения, по форме напоминающем правильную пирамиду. Французский египтолог Жак Вандье исследовал эту гробницу и впервые издал её описание в 1950 году. В середине 70-х годов гробница была методично разграблена: все законченные живописные композиции были вырублены из её стен и проданы на чёрном рынке. Удивительные росписи мастеров XXI в. до н. э. со стен погребальной камеры Анхтифи исчезли навсегда.
В 2002 году горбница Анхтифи была исследована британским египтологом Марком Колиером (Университет Ливерпульской школы археологии) и Уильямом Мэнли из Национального Музея Шотландии. Британцы обнаружили, что захоронение Анхтифи представляет собой небольшую правильную пирамиду, обращенную прямо на запад и расположенную в самом центре обширного некрополя площадью 4—5 км.
|  |  |  |
|  |  |  |